# Iglesia de Nuestra Señora de la Misericordia (João Pessoa)
La Iglesia de la Misericordia, es un templo católico ubicado en el Centro Histórico de João Pessoa, capital del estado brasileño de Paraíba. 
La Iglesia de la Santa Casa de la Misericordia, considerada la primera iglesia de Paraíba. Fue construida bajo una primitiva capilla edificada por Duarte Gomes da Silveira y representa un importantísimo monumento en el marco del patrimonio histórico-artístico paraibano. La fachada muestra los rasgos manieristas, sin los adornos y ostentaciones del barroco. La Iglesia de la Misericordia es propiedad de la Santa Casa de Misericordia. Sabiendo esto, la Santa Casa de Misericordia en João Pessoa ejercía sus funciones deno sólo a los oficios religiosos como también al cuidado con los enfermos, con los niños, con los presos y al sepultamiento de esclavos y condenados a muerte. El predio pasó por una restauración promovida por el taller-escuela de João persona en asociación con la cooperativa bilateral Brasil-España y el Proyecto de Revitalización del Centro Histórico de João Pessoa.

## Historia

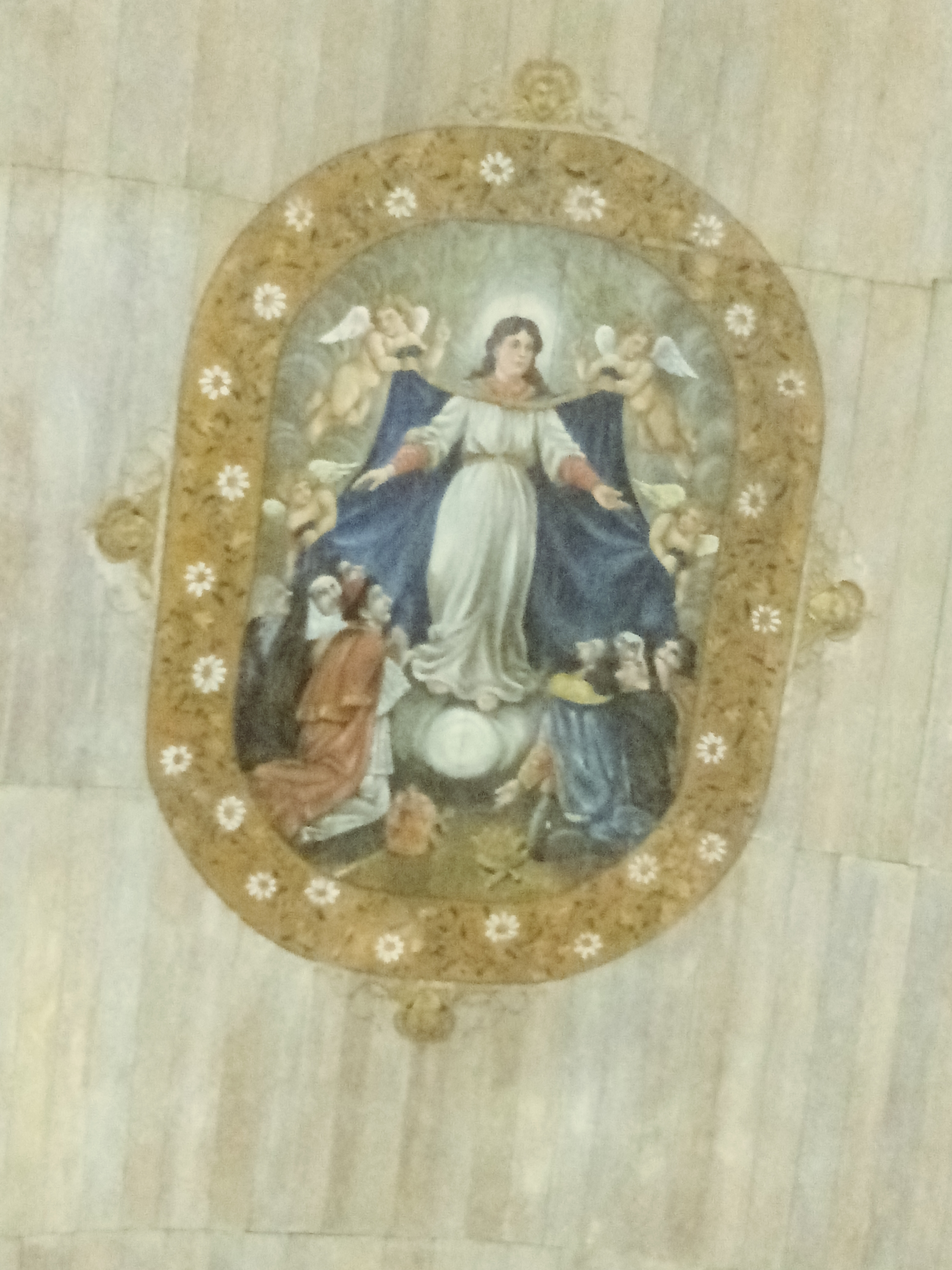
Pintura histórica en el techo de la Iglesia de la Misericordia en João Pessoa.

Según consta, fue la primera iglesia de Paraíba, habiendo Duarte Gomes da Silveira instituido el morado de San Salvador del Mundo alrededor de 1639. La iglesia es de estilo manierista y barroco, marcado por la presencia del púlpito y del coro. posee el tabernáculo con sus relieves dorados tallados de madera. El arco que separa el presbiterio del resto de la iglesia, muestra el emblema de las esquinas de la antigua Corona portuguesa, y la Capilla del Salvador del Mundo, otro emblema similar a las monedas españolas de la época de Felipe II. La iglesia fue tumbada por el patrimonio histórico el 25 de abril de 1938.
La iglesia asumió el papel de matriz algunas veces, a ejemplo del período de Invasión Holandesa (1635) y cuando la Iglesia Matriz pasó por reformas o necesitó reparaciones, marcando varios momentos de la realidad religiosa y cultural de la capital paraibana. La Iglesia de la Misericordia es propiedad de la Santa Casa de Misericordia.

## Arquitectura Histórica

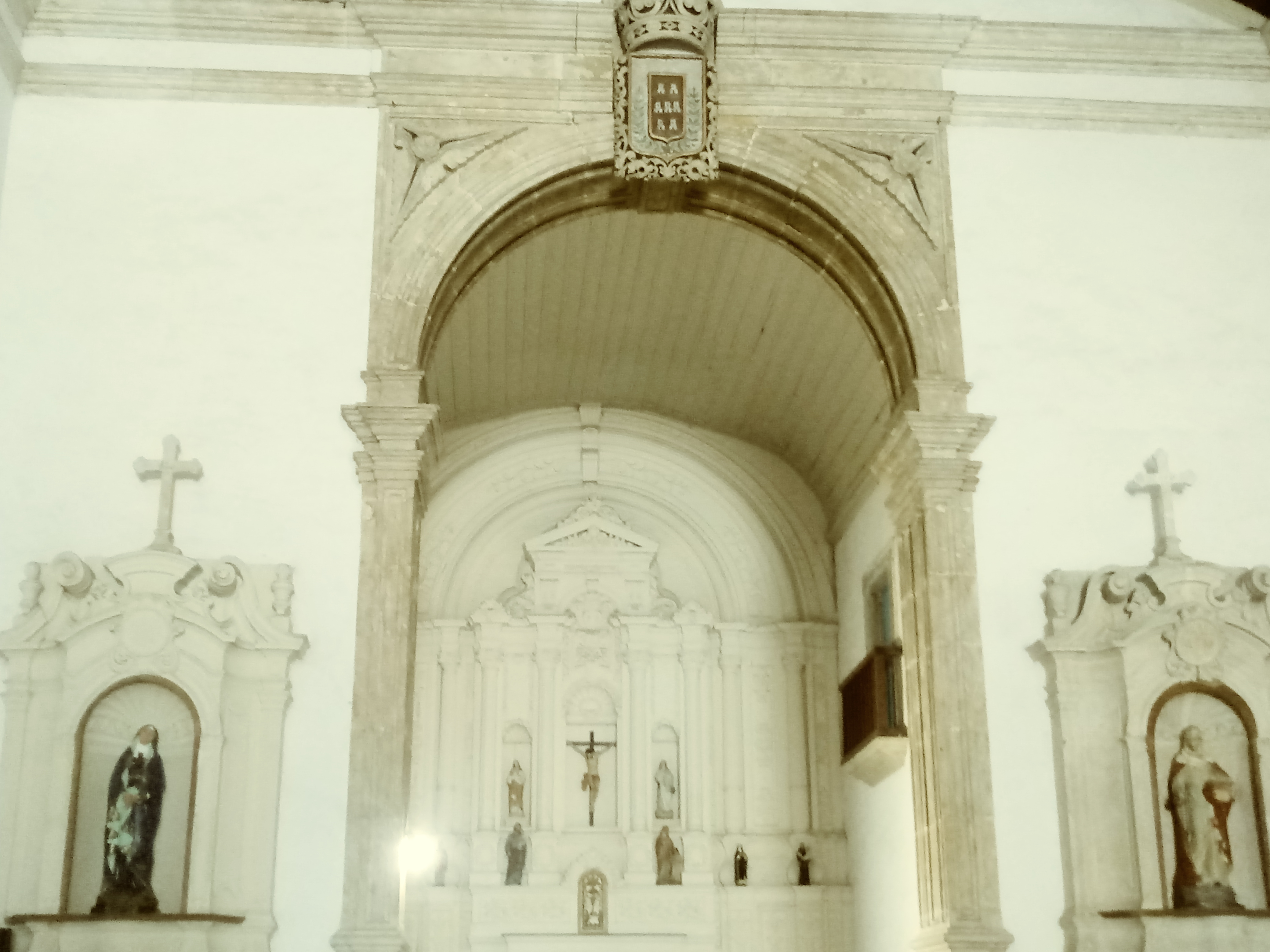
Altar de la Iglesia de la Misericordia en João Pessoa.

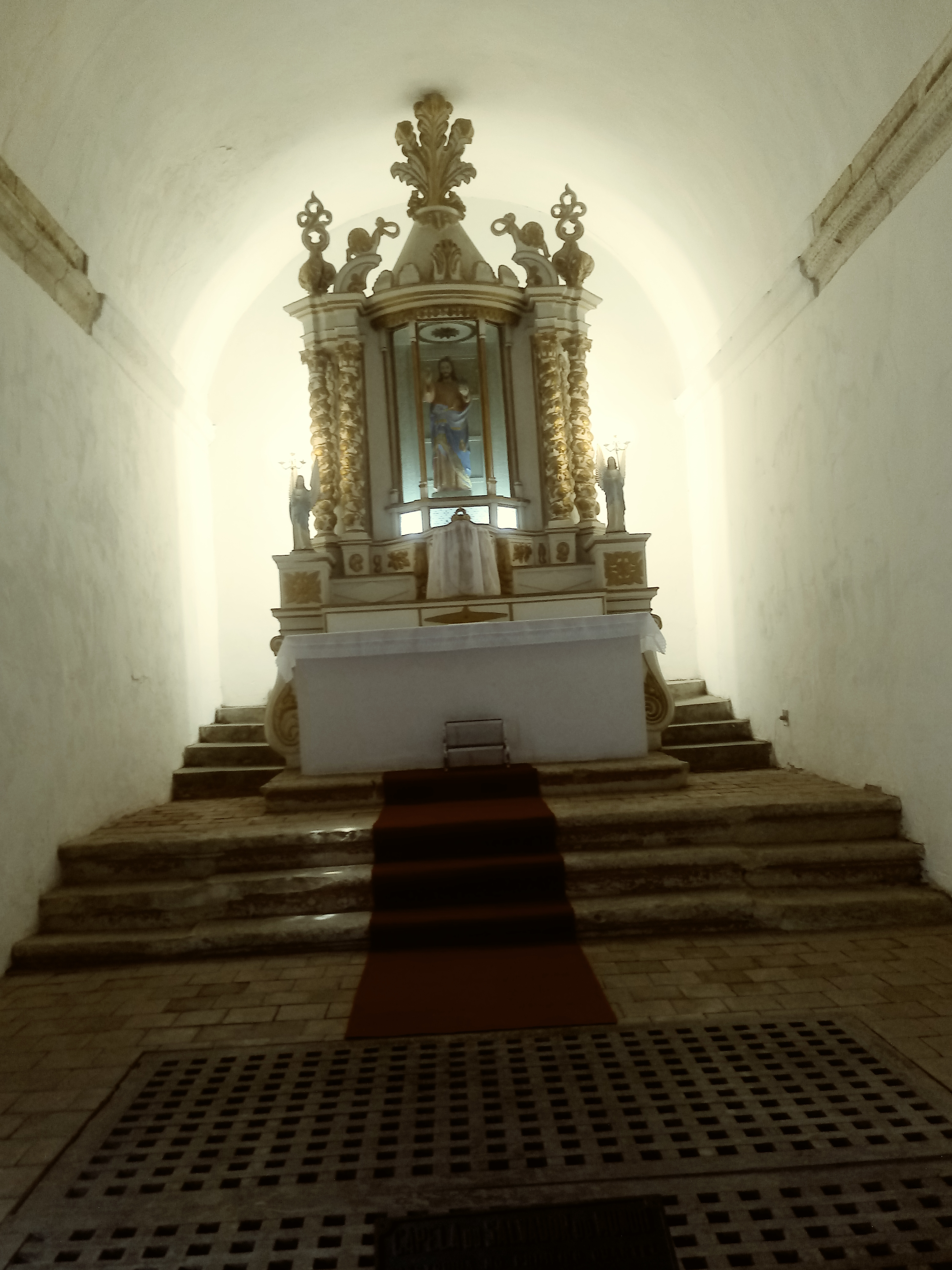
Capilla del Salvador del Mundo en la Iglesia de la Misericordia.

Se caracteriza por la simplicidad volumétrica de la fachada y cierta rusticidad constructiva. Posee planta baja en nave única poco profunda, de proporciones que tienden al doble cuadrado, siendo ésta la parte inicial de la construcción datada del siglo XVI. Posee capilla mayor, capilla lateral (Salvador del Mundo), altares colaterales y galería lateral.
La fachada principal presenta en piso de estilo portugués. En esta fachada, a su vez, hay un cuerpo central que se impone, de mayor altura, y es rematado por un frontón triangular liso, coronado por una cruz. A la altura del forro, presenta dos pequeñas ventanas y por encima de una ocular. A la izquierda, un campanario recto tiene dos ventanas en arco completo y un techo de cuatro aguas.
En la misma alineación de la fachada se encuentra la rueda de los expuestos con un trabajo en cantería. Se destaca en la fachada principal, en posición retrocedida, el lateral de la capilla del Salvador del Mundo con una puerta en dos hojas, verga recta y altera.